# فرانك غريفيث
فرانك غريفيث (15 أغسطس 1968 - )  (بالإنجليزية: Frank Griffith)‏ هو لاعب كريكت بريطاني.